# Jeskyňovka jeb
Jeskyňovka jeb (Calamopteryx jeb) je paprskoploutvá ryba z čeledi jeskyňovkovití (Bythitidae).
Druh byl popsán roku 1973 ichtyologem Danielem Morrisem Cohenem.

## Popis a výskyt
Maximální délka ryby je 6 cm.
Tělo válcovité, mírně stlačené, žlutohnědé až světle hnědé barvy. Řada malých papil na stranách břicha. Na bázi hřbetní a řitní ploutve hnědý pruh se žlutým vnějším okrajem. V některých případech slabý hnědý pruh přes oko.
Jedná se o endemický druh z Galapág. Obývá skalnatá pobřeží a korálové útesy. Je masožravou a živorodou rybou.